# Thomas Jefferson (U-Boot)
Die Thomas Jefferson, auch USS Thomas Jefferson (Kennung: SSBN-618 / SSN-618), war ein atomgetriebenes U-Boot mit ballistischen Raketen der Ethan-Allen-Klasse der United States Navy, das von 1963 bis 1985 in Dienst stand. Es wurde nach Thomas Jefferson, dem dritten Präsidenten der Vereinigten Staaten, benannt.

## Geschichte
SSBN-618 wurde 1960 in Auftrag gegeben und Anfang 1961 bei Newport News Shipbuilding auf Kiel gelegt. Nach einer Bauzeit von nur wenig über einem Jahr lief die Einheit vom Stapel und wurde von der Ehefrau von Robert S. McNamara getauft. Anfang 1963 wurde die Jefferson in Dienst gestellt.
Ab Dezember 1963 wurde die Jefferson in Holy Loch, Schottland stationiert und fuhr von dort Patrouillen zur nuklearen Abschreckung. 1967 folgte nach 12 Fahrten die erste Überholung, ab 1968 fuhr das Boot von Rota, Spanien aus.
1972 konnte die „Goldene Crew“ des Bootes die Meritorious Unit Commendation gewinnen. 1974 wurde die Jefferson der Pazifikflotte zugeteilt und in Vallejo (Kalifornien) stationiert. Noch im selben Jahr dockte sie in der Mare Island Naval Shipyard ein und wurde dort bis 1975 überholt.
1976 schoss das Boot zu Testzwecken zwei UGM-27 Polaris ab und führte weitere Patrouillen durch. 1981 wurde auf Grund der Strategic Arms Limitation Talks die Raketensektion des Bootes deaktiviert und die Raketenschächte mit Zement ausgefüllt. Das Boot wurde zum Jagd-U-Boot umklassifiziert und erhielt die Kennung SSN-618. Bis 1985 diente die Jefferson überwiegend für U-Jagd-Übungen. Im April 1986 wurde das Boot außer Dienst gestellt. 1998 war der Abbruch im Rahmen des Ship-Submarine Recycling Program in der Puget Sound Naval Shipyard abgeschlossen.